# Kjell Tånnander
Kjell Tånnander (né le 25 juin 1927) est un athlète suédois, spécialiste des épreuves combinées. 
Il remporte la médaille de bronze du décathlon lors des championnats d'Europe de 1950, devancé par le Français Ignace Heinrich et l'Islandais Örn Clausen.
Il participe à deux Jeux olympiques dans l'épreuve du décathlon, se classant 15e en 1948 à Londres et 7e en 1952 à Helsinki.